# Silosca savannae
Silosca savannae är en fjärilsart som beskrevs av László Anthony Gozmány. Silosca savannae ingår i släktet Silosca och familjen äkta malar. Inga underarter finns listade i Catalogue of Life.